# Gevlekte zee-engel
De gevlekte zee-engel (Squatina oculata) is een vis uit de familie van zee-engelen (Squatinidae) en behoort tot de superorde van haaien. De haai kan een lengte bereiken van 160 cm, maar de meeste gevangen gevlekte zee-engelen hadden lengtes tussen de 70 en 100 cm, vrouwtjes meestal minstens 10 cm langer dan mannetjes.  

## Leefomgeving
De gevlekte zee-engel is een zoutwatervis. Deze haai leeft hoofdzakelijk op het continentaal plat van het oostelijk deel in de Atlantische Oceaan aan de kust van West-Afrika, maar komt ook voor in de Middellandse Zee. De diepteverspreiding is 5 tot 500 meter onder het wateroppervlak. In de tropische klimaatzone verblijven ze dieper dan in het gematigde zone.

## Relatie tot de mens
De gevlekte zee-engel is voor de visserij van beperkt commercieel belang. Hoewel er niet gericht op deze haai gevist wordt, is deze bodembewonende haai (zoals alle soorten zee-engelen) zeer gevoelig voor de boomkorvisserij. Sinds het einde van de 20e eeuw neemt het aantal vangsten van de gevlekte zee-engel in onrustbarend tempo af, vooral in gebieden waar intensief met deze sleepnetten wordt gevist. Uit Portugese visserijstatistieken van aanlandingen van verwante gestekelde zee-engel die gevangen waren voor de kust van Marokko bleek een achteruitgang van 95% tussen 1990 en 1998 (meer dan 30% per jaar).

Een andere aanwijzing voor de sterke achteruitgang betreffen (onder meer) vangsten in Senegal. Tussen 1971 en 2000 werden 51 gevlekte zee-engelen gevangen en na 2000 (tot 2005 of 2007) geen enkele. In de Gambia werden tussen 1986 en 2000 nog zes exemplaren gevangen, en sindsdien geen enkele meer. De gevlekte zee-engel staat mede daarom als kritiek (ernstig bedreigd) op de Rode Lijst van de IUCN.

## Voetnoten
1. 1 2  (en) Gevlekte zee-engel op de IUCN Red List of Threatened Species.
2. ↑  Morey, G., Serena, F., Mancusi, C., Coelho, R., Seisay, M., Litvinov, F. & Dulvy, N. 2007. Squatina oculata. In: IUCN 2009. IUCN Red List of Threatened Species. Version 2009.2. <www.iucnredlist.org>. Downloaded on 28 February 2010.